# Vladimir Gojković
Vladimir Gojković (in montenegrino Владимир Гојковић; 29 gennaio 1981) è un pallanuotista montenegrino, attualmente allenatore della Nazionale di pallanuoto maschile del Montenegro.

## Carriera
Con la Serbia e Montenegro ha vinto la medaglia d'argento alle Olimpiadi del 2004, si è laureato campione d'Europa nel 2003 e campione del Mondo nel 2005, oltre a vincere anche la Coppa del Mondo nel 2006 e due World League. Con il Montenegro ha vinto un oro e un argento agli europei ed un oro in World League.

### Allenatore
Nell'estate 2012, concluse le Olimpiadi di Londra, appende la calotta al chiodo per intraprendere l'attività da allenatore tra le file del Jadran H.N..
L'11 settembre 2015 viene ufficializzato alle redini della nazionale montenegrina precedentemente allenata da Ranko Perović. Nell'agosto 2019 lascia la panchina del Jadran a Petar Radanović, dopo aver vinto tutto in patria ed aver disputato una finale di Lega Adriatica ed una di Coppa LEN. Con la nazionale montenegrina dal 2015 al 2024 ha conquistato due ori in World League, un argento e un bronzo agli europei ed un argento e un bronzo ai Giochi del Mediterraneo.

## Palmarès

### Giocatore

#### Club

##### Trofei nazionali
- Campionato serbo-montenegrino: 4

Jadran H.N.: 2003, 2004, 2005, 2006
- Coppa di Serbia e Montenegro: 3

Jadran H.N.: 2004, 2005, 2006
- Campionato russo: 1

Sintez Kazan': 2007
- Campionato montenegrino: 3

Jadran H.N.: 2009, 2010, 2012
- Coppa del Montenegro: 1

Jadran H.N.: 2012

##### Trofei internazionali
- Coppe LEN: 1

Sintez Kazan': 2006-07
- Lega Adriatica: 2

Jadran H.N.: 2010, 2011

### Allenatore

#### Club

##### Trofei nazionali
- Campionato montenegrino: 6

Jadran H.N.: 2014, 2015, 2016, 2017, 2018, 2019
- Coppa del Montenegro: 7

Jadran H.N.: 2013, 2014, 2015, 2016, 2017, 2018, 2019